# Manel Garcia i Vila
Manuel Garcia i Vila (Sants, Barcelona - 1944) és un esportista català que el 2010 rebé la Medalla d'Honor de Barcelona per la seva labor de foment de l'excursionisme al capdavant de l'Agrupació Excursionista Icària i per la promoció de la Mostra d'Audiovisuals i Fotografia de Muntanya.
L'any 2025, a petició de la Junta Directiva de l'Agrupació Excursionista Icària, la Federació d'Entitats Excursionistes de Catalunya (FEEC) li concedeix l'Ensenya d'Or, per la seva trajectòria en el món excursionista on sempre ha defensat la natura, des del voluntariat, l'estima a la terra i a la llengua catalanes.